# Пак Чон Джу
Пак Чон Джу (род. 14 марта 1997 года) — корейский тяжелоатлет, призёр чемпионата мира 2019 года, призёр чемпионата Азии 2019 года.

## Карьера
На вторых юношеских играх в 2014 году стал обладателем золотой олимпийской награды в весовой категории до 62 кг. 
На чемпионате мира 2018 года в Туркменистане, он выступал в категории до 67 кг. Занял итоговое 6-е место с общим весом на штанге 315 кг.  
В 2019 году на чемпионате Азии в Нинбо он занял третье итоговое место в категории до 67 кг с общим весом на штанге 322 кг.
На предолимпийском чемпионате мира 2019 года, который проходил в Таиланде, корейский спортсмен завоевал бронзовую медаль в весовой категории до 67 кг. Общий вес на штанге 330 кг. В упражнении рывок он стал девятым, в толкании стал обладателем малой золотой медали (188 кг).